# Коста-дель-Маресме

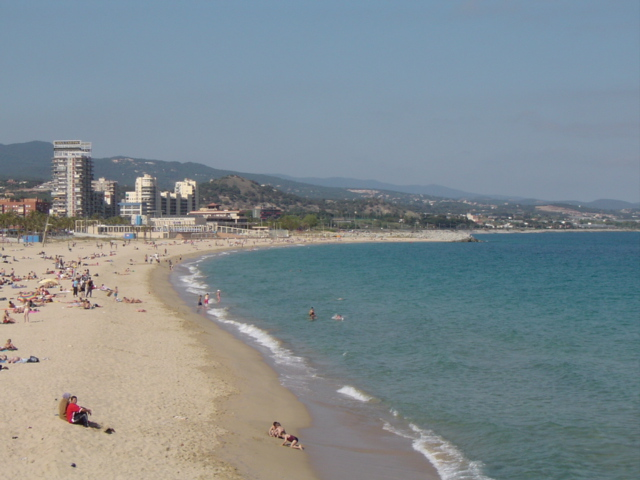
Пляж в Матаро

Узбережжя Марезми (ісп. Costa del Maresme) — частина узбережжя Балеарського моря на південь від Коста-Брави. Довга вузька берегова смуга з пісковими пляжами, захищена від північних вітрів гірським хребтом в Каталонії, провінція Барселона, комарка Марезма.
Узбережжя Марезми традиційно було місцем рибальських і селянських поселень, де жителі вирощували виноград. Основна частина риболовної галузі базується в Ареньш-да-Мар, це перший риболовний порт на узбережжі. З середини XX століття на березі стали з'являтись літні резиденції заможних людей Барселони, а також кілька готелів. З середини 1980-х років у рамках розвитку сфери туризму в Іспанії значні фінанси вкладалися в будівництво і реконструкцію приморських містечок узбережжя Марезма. Завдяки цьому узбережжя стало великим курортним і туристичним центром.